# Cyperus aucheri
Cyperus aucheri är en halvgräsart som beskrevs av Hippolyte François Jaubert och Édouard Spach. Cyperus aucheri ingår i släktet papyrusar, och familjen halvgräs. Inga underarter finns listade i Catalogue of Life.